# 東谷護
東谷 護（とうや まもる、1965年 - ）は、日本の音楽社会学者、教育学者、愛知県立芸術大学音楽学部作曲専攻音楽学コース教授。神奈川県出身。

## 学歴
- 1984年 神奈川県立横浜平沼高等学校卒業
- 1994年 早稲田大学大学院文学研究科修士課程修了
- 2001年 京都大学大学院人間・環境学研究科博士後期課程修了
- 2005年 「新たなるポピュラー音楽文化の創出 : 占領期日本の進駐軍クラブにおける「アメリカ」との対峙」で、京都大学博士（人間・環境学）[2]

## 現職・専門
成城大学文芸学部教授、ソウル大学校社会科学大学言論情報学科客員教授などを経て、2018年に愛知県立芸術大学音楽学部教授となった。専門は戦後日本文化におけるアメリカナイゼーション、近現代日本の音楽表現史の構築、高等教育における初年次教育の教材・カリキュラム開発と教養教育再考。

## おもな著書

### 単著
- 進駐軍クラブから歌謡曲へ－戦後日本ポピュラー音楽の黎明期、みすず書房、2005年
- 大学での学び方－「思考」のレッスン、勁草書房、2007年
- マス・メディア時代のポピュラー音楽を読み解く：流行現象からの脱却、勁草書房、2016年

### 編著
- ポピュラー音楽へのまなざし－売る・読む・楽しむ、勁草書房、2003年
- 拡散する音楽文化をどうとらえるか、勁草書房（双書音楽文化の現在）、2008年
- ポピュラー音楽から問う：日本文化再考、せりか書房、2014年
- 表現と教養、ナカニシヤ出版、2019年
- 教養教育再考、ナカニシヤ出版、2019年
- ポピュラー音楽再考 : グローバルからローカルアイデンティティへ、せりか書房、2020年

### 共著
- （阿部勘一、細川周平、塚原康子、高澤智昌との共著）ブラスバンドの社会史：軍楽隊から歌伴へ、青弓社（青弓社ライブラリー）、2001年
- （マイク・モラスキー、ジェームス・ドーシー、永原宣との共著）日本文化に何をみる？：ポピュラーカルチャーとの対話、共和国/トランスビュー、2016年

## 監修
- スインギンドラゴンタイガーブギ[3]（2020年）